# Heidelberg (Pensilvania)
Heidelberg es un borough situado en el condado de Allegheny, Pensilvania, Estados Unidos. Tiene una población estimada, a mediados de 2022, de 1254 habitantes.

## Geografía
La localidad está ubicada en las coordenadas 40°23′29″N 80°05′32″O / 40.39139, -80.09222 (40.391467, -80.092179).

## Demografía
Según el censo de 2000, en ese momento los ingresos medios de los hogares de la localidad eran de $35 000 y los ingresos medios de las familias eran de $41 023. Los hombres tenían ingresos medios por $32 857 frente a los $26 298 que percibían las mujeres. Los ingresos per cápita para la localidad eran de $18 713. Alrededor del 9.8% de la población estaba por debajo de la línea de pobreza.
De acuerdo con la estimación 2017-2021 de la Oficina del Censo, los ingresos medios de los hogares de la localidad son de $56 135 y los ingresos medios de las familias son de $73 438. Alrededor del 5.4% de la población está por debajo de la línea de pobreza.